# مرغ دریایی (نمایش‌نامه)
مرغ دریایی نام یکی از نمایشنامه‌های آنتون چخوف است. این نمایشنامه شخصی‌ترین اثر چخوف است و در عین حال نقطه عطفی در زندگی وی به‌شمار می‌رود که بهترین و مشهورترین نمایشنامۀ این داستان‌نویس چیره‌دست روس نیز هست.
چخوف در این نمایشنامه افکار و دیدگاه‌های والایش دربارهٔ هنر، قریحه هنری و چیستی هنر را با صراحت و شفافیتی کم‌نظیر ابراز می‌کند. این نمایشنامه سرشار است از رنج و حرمان و یاس و پوچی‌های آدم‌های به تنگ آمده از یکنواختی و روزمرگی زندگی. مرغ دریایی پر است از عشق، عشق‌های ناکام و شکست خورده، عشق‌های پرملال و کهنه و عشق‌های یک جانبه و مصیبت بار. شش رابطه تو در تو و پیچیده عاشقانه بستر اصلی نمایشنامه مرغ دریایی است. شخصیت‌های مرغ دریایی به مانند اغلب شخصیت‌های چخوفی مردمانی مردد، سست‌نهاد و حقیرند، که گاه از سر بیکاری و تنها برای قابل تحمل ساختن رخوت و ملال زندگی به سادگی دل می‌بازند.
اما چخوف آدم‌هایش را پس از گشت و گذاری رؤیا گونه در عالم موهومات، با حقایق تلخ و ناخوشایند زندگی رو در رو می‌سازد. این کاراکترها وقتی با حقایق زندگی آن گونه که هست آشنا می‌شوند، ضعف‌ها و حقارت‌های خود را بیش از پیش به نمایش می‌گذارند. در کنار مایه‌های عاطفی چخوف در مرغ دریایی به ستایشی با واسطه از هنر دست می‌زند و در این میانه دشواری‌های دستیابی به گوهر واقعی هنر را نیز می‌نمایاند. عرصه هنر در دیدگاه چخوف، جایگاه متوسط‌ها نیست. به همین خاطر است که علاقه‌مندان هنر و فعالیت‌های هنری در نمایشنامه مرغ دریایی، پس از برخورد با موانع صعب و بلند فعالیت سالم هنری، سرخورده و بی‌انگیزه از حرکت به سوی اهداف بلند پروازانه خود بازمی‌مانند. اوج دیدگاه چخوف دربارهٔ هنر را می‌توان در این جملات جست. «برای ما هنرمندان و نویسندگان مسئله اساسی شهرت نیست. شکوه و جلال و آنچه را من روزی در آرزویش بودم نیز نیست. مسئله اساسی قدرت تحمل است. این است که بدانیم چگونه صلیب خود را بر دوش کشیم و ایمانمان را از دست ندهیم. من ایمان دارم و کمتر رنج می‌کشم.» این جملات را به سادگی می‌توان چخول چخوف دربارۀ هنر و رسالت هنرمند دانست. جملات و عباراتی که به اقتضای الزام‌های نمایشی در قالبی شعار گونه ریخته شده و می‌تواند تکه‌ای از سوگند نامه خیالی «هنرمند» باشد. در واقع تنها هنر نیست که در این نمایشنامه مورد ستایش واقع می‌شود، بلکه روح هنرمند و رنج‌هایی که یک هنرمند برای رسیدن به‌ غایت لذت از خلق یک اثر هنری متحمل می‌شود است که ارزش و شأن ستایش می‌یابد. به مانند همیشه در فضای آثار نمایشی چخوف، رنج تطهیرکننده جان و روان است. خاصه آن که این رنج‌ها روح یک هنرمند را صیقل دهد.
ولی انسان داستان‌های چخوف همواره در چنبره رخوت و بی عملی اسیر شده و در خسران است. آدم‌های چخوف به قول خودش «بردگان ابتذال» اند. همه گرفتار در منجلاب کسالت، ناتوانی و اجبار و همه در حال زوال و فروپاشی. آنتون چخوف انسان نمونه عصر خود را این گونه می‌دید. ذوق، استعداد و قریحه انسانی است که در این ورطه انحطاط به هدر می‌رود. آن که در وادی هنر سیر می‌کند نیز از این انسداد و انجماد فکری بیشتر متضرر می‌شود. این جبر جهان چخوفی است. چخوف گاه چنان با شخصیت‌های داستانی و نمایشی اش ابراز همدردی و همذات پنداری می‌کند که گویی خود و زندگی خود را نگاشته‌است؛ و گاه چنان بی رحمانه شلاق تیز انتقاد را بر پیکره شخصیت‌هایش می‌کوبد که پنداری از حضور این گونه افراد در اطراف خود رنج‌های بسیار برده‌است.
کسانی که گاه به رغم استعدادهای غیرقابل انکار، به واسطه بی هدفی یا گمراهی به دامان ابتذال و بی‌انگیزگی غلتیده‌اند.

## مرغ دریایی و میهن‌پرستی
مرغ دریایی نیز به مانند دیگر آثار آنتون چخوف عاری از اندیشه‌های ملی‌گرایانه و شور وطن پرستانه نیست. چخوف عمیقاً به وظیفه و رسالت هنرمند، نسبت به وطن و هموطنان معتقد بود. او با تیزهوشی و شناختی دقیق از زیرساخت‌های فرهنگی، سیاسی و اعتقادی جامعه خود، حساب وطن‌پرستی و نوع دوستی را از عامی‌گری جدا ساخت. چخوف همواره با ابتذال سر ستیز داشت و همیشه به مظاهر ابتذال و تن دادن به ذائقه‌های پست عامیانه می‌تاخت. می‌توان گفت چخوف در این نمایشنامه هنرمندان و نویسندگان همدوره خود در اواخر قرن نوزدهم روسیه تزاری را می‌نمایاند که نه آرمان بزرگی در سر می‌پروراندند، و نه ذوق و قریحه درخشانی برای آفرینش و خلق هنری در خود داشتند.
چخوف همه عمر را در این حسرت سوخت تا شاید با بازنمایی تباهی‌های زندگی روزمره، مسیر متفکران هنرمند و روشنفکران جامعه خود را به سوی مدینه فاضله‌اش هدایت کند و خب واضح است که نمی‌توانست. آنتون چخوف از بروز و ظهور مظاهر بورژوازی در جامعه هنر و ادبیات سرزمین خویش می‌هراسید و با کمال گرایی خاص و ویژه نژاد اسلاو، می‌کوشید جلوی انحطاط فرهیختگان چسبیده به بدنه اشرافیت که با مکیدن تفاله‌های زندگی و عیش و نوش این طبقه مضمحل شده ارتزاق می‌کردند بایستد. چرا که می‌دانست جوهره ناب و اصیل هنر در آتش خودپرستی‌ها و فساد بورژوازی تباه و نابود می‌شود. به همین دلیل حقیقت را بر همه چیز حتی عشق، بزرگ‌ترین و گسترده‌ترین منبع الهام هنری ارجح می‌دانست. آنتون چخوف زندگی را با معیار کار و خلاقیت می‌سنجید و از بی عملی و رخوت هنرمندانه بیزار بود. از همین رو به هنرمند عصر و دوره خود می‌تاخت تا آنان را از خواب بیرون آورد. این اندیشه‌ها در لایه‌های چندگانه معانی و مفاهیم نمادین آثار او چنان تنیده شده که ترجمه و اجراهای مکرر و متفاوت از آثارش هنوز هم پس از گذشت یک قرن از مرگش در بسیاری از نقاط جهان خواهان دارد. رمز ماندگاری چخوف و آثارش قابلیت تعمیم اندیشه‌ها و دغدغه‌های والای او، به تمامیت کره خاکی است.

## ترجمه
کتاب مرغ دریایی تاکنون توسط سه مترجم به نام‌های ناهید کاشی چی، کامران فانی و پرویز شهدی ترجمه شده‌است. ناهید کاشی چی این اثر را در سال ۱۳۸۵ در ۸۰ صفحه و توسط انتشارات نشر جوانه توس به چاپ رسانده‌است. کامران فانی این اثر را در سال ۱۳۹۴ در ۱۲۸ صفحه با شابک ۹۷۸۹۶۴۳۴۱۲۷۱۵ توسط انتشارات قطره به چاپ رسانده‌است. پرویز شهدی نیز این اثر را در سال ۱۳۹۵ در ۱۱۶ صفحه توسط بنگاه ترجمه و نشر کتاب پارسه به چاپ رسانده‌است.

ترجمه ناهید کاشی چی
ترجمه کامران فانی
ترجمه پرویز شهدی